# Pepe Abad
José "Pepe" Abad Suárez (Madrid, 4 de junio de 1932-Santiago, 4 de septiembre de 1980) fue un locutor chileno, de origen español, de radio y televisión. Se desempeñó como uno de los primeros lectores de noticias en la televisión chilena de las décadas de 1960 y de 1970, leyendo noticias en los tres primeros canales de televisión: Canal 9, Canal 13 y Televisión Nacional de Chile. Adquirió la nacionalidad chilena, mostrando un fuerte vínculo con el país que lo acogió y donde desarrolló la mayor parte de su carrera.

## Biografía
Se hizo conocido en los primeros años de la televisión chilena cuando en agosto de 1964 empezó a leer noticias en el informativo de Canal 13, El repórter Esso. En enero de 1968 pasó a Canal 9 para presentar El continental, al mismo tiempo que en Canal 13 presentó el programa de cine Luz, cámara, acción. En febrero de 1970 fue elegido para conducir el nuevo noticiero de Canal 13, Teletrece, que presentó hasta 1972, año en que pasó a Televisión Nacional de Chile (TVN) para presentar el segmento Un cafecito con Pepe Abad dentro del bloque femenino vespertino.
En 1973 fue uno de los lectores de TeleU, informativo presentado en Canal 6 (señal creada por la Universidad de Chile en respuesta a la toma de Canal 9), y el 1 de octubre del mismo año retornó a TVN para leer el informativo Telediario junto a Darío Aliaga. Entre marzo de 1978 y septiembre de 1980 condujo junto a Raúl Matas el noticiero central de TVN, 60 minutos.

### Fallecimiento
Falleció por un ataque al corazón el 4 de septiembre de 1980 a las 20:30 h. Por él se declaró el primer luto nacional en Chile por una figura televisiva.[cita requerida]
Su impacto en los medios de comunicación chilenos lo convierte en un referente histórico para el periodismo televisivo, siendo recordado como una de las voces más emblemáticas de su tiempo.

## Personalidad y estilo
Abad era conocido por su voz grave y su presencia autoritaria pero calmada, que generaban confianza en los espectadores. Tenía un estilo formal que reflejaba los valores periodísticos de su tiempo.